# Бинокор (хоккейный клуб)
«Биноко́р» (узб. «Binokor» xokkey klubi) — узбекистанский хоккейный клуб из Ташкента, основанный летом 1971 года под названием «Спартак» и выступавший в первой и второй лигах чемпионата СССР в 1971—1988 годах. С 2013 года является участником воссозданной Узбекской хоккейной лиги.

## История
Летом 1971 года после ввода в эксплуатацию в апреле 1970 года Центрального зала спорта «Юбилейный» с ледовой площадкой была организована хоккейная команда «Спартак». Спустя два года команду передали «Главташкентстрою» и переименовали в «Бинокор» (в переводе с узбекского — «строитель»). Впервые команда выступила в чемпионате СССР в сезоне 1971/1972 и заняла 4-е место в Восточной зоне Второй лиги. Лучшим результатом клуба было — 4-е место в Первой лиге в сезоне 1977/1978. В 1988 году команда была расформирована. 
Лишь в  начале 2013 года силами активистов из числа ветеранов «Бинокора» и Министерства по делам культуры и спорта Республики Узбекистан, хоккейный клуб «Бинокор» был возрождён. В этом же году была создана Узбекская хоккейная лига, и «Бинокор», наряду с ещё четырьмя ташкентскими командами, участвовал в её первом сезоне. В первом сезоне в лиге участвовали четыре команды из Ташкента. По правилам первого сезона, команды встречались между собой два раза, затем в раунде плей-офф команда, занявшая первое место в итоговой турнирной таблице, встречалась с командой, занявшей четвёртое место, а команды, занявшие второе и третье место соответственно, встречались между собой. Два победителя раунда плей-офф боролись в финале за золотые медали, а проигравшие команды — за бронзовые медали. По окончании первого круга хоккейной лиги в турнирной таблице лидировал «Барс» с 5 очками, на втором месте расположился «Бинокор» с тремя очками, третье и четвёртое место занимали «Ледовые (Белые) Медведи», также с тремя очками, и «Акулы», набравшие одно очко. В феврале второй круг должен был продолжиться, однако новостей о его завершении или отмене не последовало. Причины отмены и временной заморозки лиги до сих пор неизвестны. 
В 2019 году «Бинокор» принял участие в возрожденном чемпионате Узбекистана, где вышел в финал и завоевал серебряные медали.
После возрождения в 2013 году «Бинокор» некоторое время использовал эмблему и форму клуба НХЛ «Бостон Брюинз». В копии формы «Бостон Брюинз» на рукавных надписях вместо надписи «Boston Bruins» был «Binokor», а в верхней левой части формы приклеен флаг Узбекистана. Официальных заявлений и претензий в адрес «Бинокора» от американского хоккейного клуба так и не последовало.

## Результаты выступлений[12]
| Сезон     | Турнир                       | В  | Н  | П  | Ш       | О  | Место |
| --------- | ---------------------------- | -- | -- | -- | ------- | -- | ----- |
| 1971/1972 | Вторая лига — Восточная зона | 31 | 7  | 14 | 229-163 | 69 | 4     |
| 1972/1973 | Вторая лига — Восточная зона | 24 | 9  | 15 | 175-140 | 57 | 5     |
| 1973/1974 | Вторая лига — Восточная зона | 27 | 3  | 18 | 202-164 | 57 | 4     |
| 1974/1975 | Вторая лига — Восточная зона | 23 | 8  | 13 | 170-130 | 54 | 4     |
| 1975/1976 | Вторая лига — Восточная зона | 37 | 5  | 10 | 248-126 | 79 | 1     |
| 1976/1977 | Первая лига                  | 17 | 8  | 27 | 159-216 | 42 | 10    |
| 1977/1978 | Первая лига                  | 30 | 6  | 16 | 235-185 | 66 | 4     |
| 1978/1979 | Первая лига                  | 31 | 10 | 19 | 262-227 | 72 | 5     |
| 1979/1980 | Первая лига                  | 25 | 5  | 30 | 228-233 | 55 | 10    |
| 1980/1981 | Первая лига                  | 34 | 9  | 29 | 307-275 | 77 | 8     |
| 1981/1982 | Первая лига                  | 33 | 14 | 23 | 300-241 | 80 | 7     |
| 1982/1983 | Первая лига                  | 27 | 10 | 33 | 269-289 | 64 | 9     |
| 1983/1984 | Первая лига                  | 5  | 4  | 51 | 157-348 | 14 | 16    |
| 1984/1985 | Вторая лига — Восточная зона | 40 | 4  | 10 | 284-169 | 84 | 1     |
| 1985/1986 | Первая лига — Восточная зона | 22 | 6  | 36 | 204-262 | 50 | 8     |
| 1986/1987 | Первая лига — Восточная зона | 13 | 3  | 56 | 223-372 | 29 | 13    |
| 1987/1988 | Вторая лига                  | 28 | 8  | 28 | 202-237 | 64 | 14    |
| 2013      | Узбекская хоккейная лига     | 1  | -  | 1  | 10-9    | 3  | 2     |
| 2019      | Узбекская хоккейная лига     | 10 | -  | 10 | 10-9    | 17 | 2     |